# 原因論

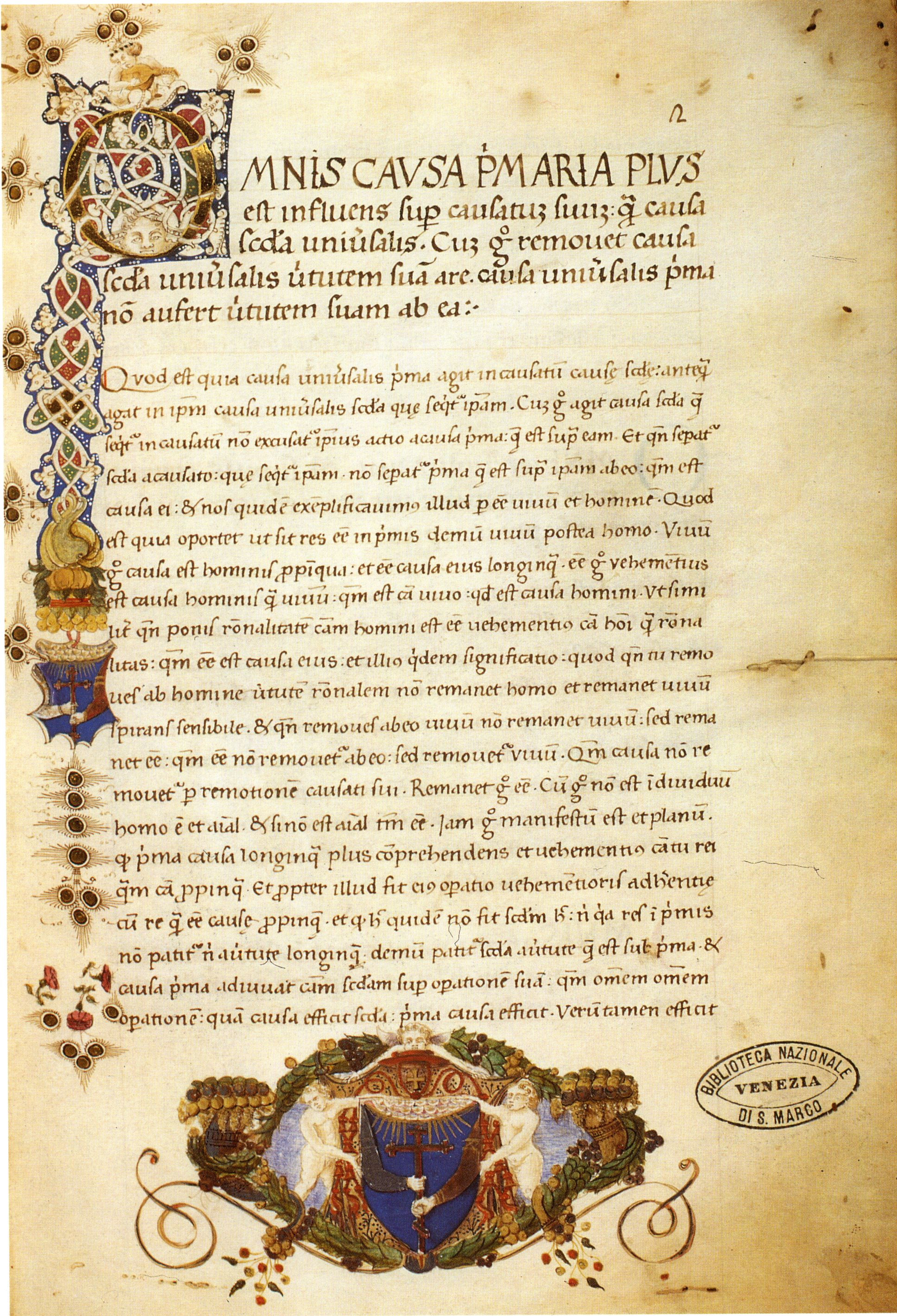
ヴェネツィアのマルチャーナ図書館所蔵の15世紀のラテン語写本

『原因論』（げんいんろん、ラテン語: Liber de causis）、または『純粋善について』（じゅんすいぜんについて、アラビア語: Kitab al–ḫayr al–maḥḍ）は、中世哲学・イスラム哲学の書物。9世紀ごろ成立。作者不詳。新プラトン主義的な第一原因を主題とする。新プラトン主義伝来史の重要資料。

## 成立・伝来
5世紀ギリシアで、新プラトン主義者のプロクロスがギリシア語で『神学綱要』を書いた。
9世紀ごろバグダードで、キンディーの知的サークルに属する何者かが、この『神学綱要』をアラビア語に翻訳・翻案して『純粋善について』を書いた。
12世紀ルネサンス期スペインで、トレド翻訳学派のクレモナのジェラルドが、『純粋善について』をラテン語に翻訳した。この訳書が『原因論』と呼ばれ、アリストテレスの著作と誤伝して広く読まれた（偽アリストテレス文献）。
13世紀、スコラ学者のアルベルトゥス・マグヌス、ロジャー・ベーコン、トマス・アクィナス、ブラバンのシゲルス、ガンのヘンリクスらが、『原因論』の注釈書等を書いた。とくにトマスは、友人のメールベケのウィリアムが翻訳した『神学綱要』との比較を通じて、本書がアリストテレスの著作でなく『神学綱要』の翻案であると気づいた。
19世紀、ドイツのバルデンヘワーらが文献学的研究を開拓した。
ギリシア語の『神学綱要』、アラビア語の 『純粋善について』 、ラテン語の『原因論』いずれも現存する。アルメニア語・ヘブライ語の写本もある。

## 内容
全31の命題からなる。これは『神学綱要』の全211の命題を抜粋・再編し、多神教から一神教へと換骨奪胎したものである。内容は神学・形而上学・存在論・認識論などに及ぶ。

## 日本語訳
2015年、本書の訳注を作る「原因論研究会」が新プラトン主義協会内に発足し、ウェブサイトに成果を公開していたが、2023年ごろからリンク切れになっている。

## 関連書籍
- 岡崎文明『プロクロスとトマス・アクィナスにおける善と存在者 西洋哲学史研究序説』晃洋書房、1993年。ISBN 9784771006300。
- 土橋茂樹 編『存在論の再検討』月曜社、2020年。ISBN 978-4-86503-090-7。
  - 西村洋平「『純粋善について』の存在論（一）初期イスラーム哲学のプラトン主義とアリストテレス主義」
  - 小村優太「『純粋善について』の存在論（二）AnniyyahとWujūd」
  - 小林剛「『純粋善について』の存在論（三）esseとyliathim」